# O-anisidină
o-anisidina (2-anisidina) este un compus organic cu formula chimică CH3OC6H4NH2. Este un lichid incolor, iar probele comerciale pot apărea galbene datorită oxidării în prezența aerului. Este unul dintre cei trei izomeri ai metoxianilinei.

## Obținere
Se prepară prin metanoliza 2-cloronitrobenzenului:
{\displaystyle {\ce {NaOCH3 + ClC6H4NO2 -> CH3OC6H4NO2 + NaCl}}}
o-nitroanisolul rezultat este redus la o-anisidină.

## Proprietăți și utilizări
Anisidinele sunt produși intermediari în producția de coloranți azoici și produse farmaceutice. Anisidinele servesc ca substanțe de bază pentru producerea de cloro-, bromo- și iodoanisoli prin reacția Sandmeyer:
De asemenea, metoxifenolii pot fi obținuți prin fierberea sărurilor de diazoniu, obținând în acest caz guaiacol: